# Wassili Alexandrowitsch Starodubzew

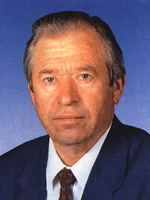
Wassili Alexandrowitsch Starodubzew

Wassili Alexandrowitsch Starodubzew (russisch Василий Александрович Стародубцев; wissenschaftliche Transliteration Vasilij Aleksandrovič Starodubcev, * 25. Dezember 1931 in Wolowtschik, Oblast Lipezk; † 30. Dezember 2011 in Nowomoskowsk, Oblast Tula) war ein sowjetischer und russischer Politiker und 1991 Putschist gegen Gorbatschow.

## Biografie
Starodubzew war der Sohn eines Bauern und arbeitete als Kolchosbauer und Vorarbeiter. 1949 wurde er Warensachverständiger der Bau- und Montageabteilung in Schukowski in der Region Moskau und ab 1955 Mechaniker für Bergbaumaschinen in Nowomoskowsk. Er studierte von 1959 bis 1966 Ökonomie am Woronesch Agricultur Institut.
Er war von 1964 bis 1997 Vorsitzender der Kolchose Lenin im Rajon Nowomoskowsk in der Oblast Tula. Seit 1986 war er zugleich Vorsitzender des Rates der Kolchosen der UdSSR, von Juni 1990 bis August 1991 Vorsitzender des Bauernverbandes der UdSSR. Während des Augustputsches war er Mitglied der Putschistengruppe Staatskomitee für den Ausnahmezustand, nach dem Scheitern des Putsches wurde Starodubzew inhaftiert und im Juni 1992 amnestiert und freigelassen.
Von 1993 bis 1995 war Starodubzew Mitglied des Föderationsrates. Im März 1997 wurde Starodubzew zum Gouverneur der Oblast Tula gewählt, im April 2001 wurde er wiedergewählt. Nach der Abschaffung der Direktwahl der Gouverneure wurde er im April 2005 von Wjatscheslaw Dudka abgelöst. Im Dezember 2007 zog er für die KPRF in die Duma ein. Auch 2011 wurde er wieder in die Duma gewählt, verstarb jedoch bereits neun Tage nach der konstituierenden Sitzung.

## Auszeichnungen
Starodubzew wurde unter anderem mit dem Titel Held der sozialistischen Arbeit ausgezeichnet. Ferner erhielt er dreimal den Leninorden sowie den Orden der Oktoberrevolution und das Ehrenzeichen der Sowjetunion.